# Aceraius jenisi
Aceraius jenisi là một loài bọ cánh cứng trong họ Passalidae. Loài này được Iwase miêu tả khoa học năm 1998.